# Vasile Simionaș
Vasile Simionaș (n. 16 noiembrie 1950, Iași, România – d. martie 2025, Iași, România) a fost un jucător și antrenor român de fotbal. În ultima perioadă a vieții sale a fost observator de meciuri.

## Cariera de fotbalist
În aprilie 1968, la vârsta de 17 ani, Simionaș a debutat în Divizia A, pentru Dinamo Bacău intrând pe teren în ultimele 20 de minute ale partidei cu Progresul București. Un an mai târziu, a ajuns la Politehnica Iași.
Simionaș este considerat unul dintre cei mai importanți jucători din istoria echipei Politehnica Iași, pentru care a jucat 370 de meciuri în campionat, de-a lungul a 15 ani de carieră. A făcut parte din echipa de aur a Politehnicii, alături de Mihai Romilă și Gabriel Simionov, cei trei formând o puternică linie de mijloc.

## Cariera de antrenor
După încheierea carierei de fotbalist, Simionaș a trecut la antrenorat și a făcut performanță la conducerea echipei Oțelul Galați, în anii 1990, devenind unul dintre cei mai importanți antrenori din istoria echipei. După anul 2005, Simionaș a devenit observator al Federației Române de Fotbal. În 2013, pentru o scurtă perioadă, a revenit la meseria de antrenor, conducând pe CSM Pașcani.

## Palmares
Politehnica Iași
- Divizia B: 1972–73, 1981–82